# Rabbit in Ruhe
Rabbit in Ruhe (engl. Rabbit at Rest) ist ein 1990 erschienener Roman von John Updike. Die deutsche Übersetzung von Maria Carlsson wurde 1992 im Rowohlt Verlag publiziert. Er ist der vierte und umfangreichste Roman der fünfteiligen Rabbit-Serie über die Libertinage des nordamerikanischen Bürgertums in der Zeit zwischen 1960 und 1990. Sie beginnt mit Hasenherz, findet ihre Fortsetzungen in Unter dem Astronautenmond und in Bessere Verhältnisse und endet mit Rabbit, eine Rückkehr 2002.

## Überblick
Die Handlung des vierten Buch spielt im letzten Lebensjahr Harry „Rabbit“ Angstroms, des Antihelden der Serie und ehemaligen Basketballstars der Schulmannschaft in seiner Heimatstadt Brewer in Pennsylvania. Seine Herzerkrankung und die Vorzeichen auf seinen Tod werden verstärkt durch die Krise seines Sohnes Nelson, die sich auf die Beziehung zu dessen Frau Teresa „Pru“ und ihren Kindern auswirkt. In einem tragischen Wiederholungskreislauf setzt sich „Rabbits“ eigene Ehegeschichte und das Kindheitstrauma Nelsons in der nächsten Generation fort. Die Roman-Gegenwart ist mit Schuldgefühlen Harrys und Erinnerungen an seine Affären, v. a. mit Thelma Harrison und Ruth Leonard-Byer verbunden.

## Handlung
Im ersten Kapitel des Romans (FL) hat Harry seine Geburtsstadt verlassen und sich und seiner Frau Janice an der Golfküste in Florida im „Valhalla-Village“, einem Appartementkomplex mit Sportanlagen, ein zweites Domizil für die Wintermonate gegönnt. Sein Sohn Nelson leitet nun das Familienunternehmen Springer Motors, ein Toyota-Autohandel, das die finanzielle Basis der Familie bildet. Aber auch in Florida wird „Rabbit“ nicht glücklich. Er verträgt die Hitze schlecht, ist vom Angebot in der Senioren-Residenz gelangweilt, hat außer seinen drei Golf-Partnern wenig Kontakte und ist mittlerweile gefährlich übergewichtig, weil er ständig Chips und Nüsse knabbern muss. Die Schmerzen in seiner Brust ignoriert er.
Die Roman-Handlung setzt im Dezember 1988 ein. Zwischen Weihnachten und Neujahr kommen Nelson, seine Frau Pru und ihre beiden Kinder, der vierjährige Roy und die neunjährige Judy, die dem Opa besonders am Herzen liegt, zu Besuch. Nelson wirkt sehr gereizt und alte Spannungen mit dem Vater treten wieder auf. Die Großeltern machen deshalb Ausflüge mit den Enkelkindern. Eine Segeltour „Rabbits“ mit Judy endet tragisch, als das Boot kentert. Zwar rettet er das Kind vor dem Ertrinken und kann damit verhindern, dass ein altes Familientrauma sich wiederholt. Im ersten Roman hatte seine schwer angetrunkene Frau ihr zweitgeborenes Kind Rebecca (Becky) in der Badewanne ertrinken lassen. Doch erleidet „Rabbit“ bei dieser Aktion einen Herzinfarkt und muss im Krankenhaus behandelt werden. Nach diesem Erlebnis wird seine Beschäftigung mit dem Tod immer intensiver. In einem zeitlich parallel zum Unfall verlaufenden Gespräch erfährt Janice die Gründe für die Ehekrise ihres Sohnes. Er ist wieder drogenabhängig und hoch verschuldet. Das Kapitel endet mit der Abreise der Kinder und mit dem Versprechen Nelsons und „Rabbits“, ihr Leben in Ordnung zu bringen.
Im zweiten Kapitel (PA) kehren die Angstroms im Frühjahr nach Brewer zurück. Hier zeigen sich Harry die befürchteten und von Janice verdrängten existenzbedrohenden Probleme in vollem Ausmaß. Nelson ist schwer drogenabhängig und hat das dafür nötige Geld in der Firma zusammen mit seinem Aids-kranken Buchhalter Lyle durch Buchungsmanipulation unterschlagen. Zeitlich parallel dazu hat Harry einen Katheter-Eingriff am Herzen – eine Ballondilatation. Doch die Schmerzen bleiben, und er hat in der Folge nicht die Disziplin, sich gesund zu ernähren. Er kehrt zu seinen alten Gewohnheiten und sexuellen Phantasien zurück, sucht Orte seiner Kindheit und Jugend auf, erinnert sich an seine Affären und besucht seine aus den „Besseren Verhältnissen“ her bekannte Geliebte Thelma Harrison, mit der er seit dem Partnertausch-Urlaub dreier befreundeter Ehepaare in der Karibik eine langjährige Affäre hatte und die nun an Lupus erythematodes erkrankt ist. In der belasteten Gegenwart muss er sich nach der Operation mit seiner Frau auseinandersetzen, die als Mutter die finanziellen Unterschlagungen des Sohnes milder als er beurteilt und teilweise wegen dessen schwerer Kindheit entschuldigt. Doch Janice stellt sich nach einer Beratung mit ihrem alten Freund Charlie Stavros, mit dem sie im „Astronautenmond“ einige Zeit zusammenlebte, mit unerwarteter Härte der Realität: Nelson muss eine Entziehungskur machen, die Buchhaltung wird kontrolliert und Harry übernimmt wieder die Geschäftsführung. Sie selbst bereitet sich zur eigenen Absicherung auf eine berufliche Karriere als Immobilienmaklerin vor, geht wieder zur Schule und lässt „Rabbit“ ihre Rolle als Chefin des Autohandels und ihre Suche nach Eigenständigkeit spüren. In einer Nacht animiert Pru ihren von ihrer Attraktivität faszinierten Schwiegervater zum Sex. Beide suchen in einer verzweifelten Situation an einander Halt: Pru sieht ihr Leben mit dem gescheiterten und inzwischen gewalttätig gewordenen Nelson veröden und ist über die ganze Angstrom-Familie deprimiert, und Rabbit hat ständig den Verlust seiner Lebenskraft und seinen Tod vor Augen.
Im dritten Kapitel (HI, nach Hage ein Akronym für das Niemandsland des Herzinfarkts) wird die tragische Entwicklung zu Ende geführt. Am Nationalfeiertag, dem 4. Juli, hat Harry seinen letzten großen Auftritt: Als Uncle Sam verkleidet führt er trotz Herzschmerzen die Mt. Judge-Parade an, und die Zuschauer winken dem alten Basketball-Idol zu. Die anderen Ereignisse sind dagegen für ihn demütigend. Mr. Shimada, der Repräsentant der Toyota-Gesellschaft, entzieht „Singer motors“ die Lizenz und wirft ihm vor, als Geschäftsmann und Vater seine Aufsichtspflicht vernachlässigt zu haben. Zugleich kritisiert er an seinem Beispiel die mangelnde Disziplin, Leichtfertigkeit und Vergnügungssucht des amerikanischen Lebensstils. Die zweite Abrechnung erfolgt nach Thelmas Beerdigung durch ihren Mann Ronnie Harrison. Er hält ihm Egoismus vor, denn er habe seine langjährige Geliebte, die an einer Autoimmunerkrankung gestorben ist, nicht geliebt und nur als Sexobjekt benutzt. Der große Absturz jedoch geschieht, als Nelson im Herbst aus seiner Therapie zurückkehrt. Er ist ein zu einem neuen Leben bekehrter Mensch, will mit seiner Frau einen Neuanfang wagen und Pru beichtet die Sexnacht mit Rabbit als ‚Verfehlung’. Janice ist maßlos empört über diesen Höhepunkt seiner Affären und droht ihm, diesen „Inzest“ und den Verrat an seinem Sohn niemals zu verzeihen.
Während Nelson eine Familientherapie vorschlägt, entzieht sich Harry der Aussprache und Analyse und flieht, wie schon im ersten Roman. Er verlässt ohne Ankündigung das Haus und fährt allein nach Florida in seine Ferienwohnung. Dort vereinsamt er immer mehr, da er in dieser für Rentner ungewöhnlichen Zeit in Florida in seiner Wohnanlage fast allein ist, er hat Heimweh nach Brewer, erinnert sich an Situationen aus seinem Leben, verklärt seine Kindheit und sieht sein Land wie auch seine Biographie in einer zunehmenden Abwärtsbewegung. Seine sexuellen Bedürfnisse sind für ihn das Zentrum seiner Existenz und deren Erfüllung ist eine natürliche Forderung des Lebens. Deshalb hat er auch kein Schuldgefühl Janice gegenüber und wartet auf ein Signal von ihr. Doch er bekommt nur einen Anruf von seinem Sohn, der ihn darüber informiert, seine Mutter arbeite jetzt als Immobilienmaklerin, sie wolle zu Begleichung der Schulden ihr gemeinsames Haus in Penn Park verkaufen und „Springer motors“ an Hyundai verpachten. Er selbst plane, Sozialarbeiter zu werden und die Ehe mit Pru durch ein drittes Kind neu zu begründen.
Auf Anraten seines Arztes, sich mehr zu bewegen, wandert Harry durch die Stadt und kommt auch in ein Schwarzenviertel. Dort beobachtet er Jugendliche beim Basketballspiel, der Sportart, in der er zum einzigen Mal in seinem Leben „im Glanz“ stand. In Erinnerung an seine früheren Fähigkeiten bittet er, trotz der eindeutigen Warnzeichen seines Körpers mitspielen zu dürfen, überanstrengt sich jedoch, erleidet einen schweren Herzinfarkt und bleibt „wie tot“ liegen. Er kommt ins Krankenhaus. Die Diagnose des Arztes lässt keine Hoffnung auf eine Genesung zu. Janice und Nelson besuchen ihn auf der Intensivstation, wo Harry, angeschlossen an medizinische Geräte, noch einmal kurz das Bewusstsein erlangt, und vergeben ihm. Der Roman schließt mit „Rabbits“ Versicherung, zu sterben sei „nicht so schlimm“, und dem Gedanken, dieses Gespräch mit seinem ihn erwartungsvoll ansehenden Sohn sei „genug. Vielleicht. Genug.“

## Rezeption
Der 1991 mit dem Pulitzerpreis ausgezeichnete Roman stieß bei der US-amerikanischen und europäischen Literaturkritik auf überwiegend positive Resonanz: „Rabbit in Ruhe“ wird von vielen als einer der besten Romane Updikes bezeichnet. Ein fulminantes Finale, einer der großen Abgesänge der zeitgenössischen Literatur. Er enthalte in destillierter Form die Essenz von Updikes literarischem Schaffen. Joyce Carol Oates lobt ihn als das elegischste, höchst ambitionierte, anspruchsvollste und beunruhigendste Werk des Schriftstellers. Ian McEwan bewertet den Roman, den Schlusspunkt der „Rabbit“-Tetralogie, als wichtigen Teil von Updikes Meisterwerk. Die Reihe werde gewiss sein Denkmal werden.
Begründet wird diese Beurteilung von Oates mit Updikes genauer Beobachtungsgabe alltäglicher Situationen und seiner sprachgewandten Umsetzung: akribisch zeichne der sehr talentierte amerikanische Realist sein Gesellschaftsbild. Für Volker Hage ist der Autor einer der wenigen begnadeten Menschendarsteller der Gegenwartsliteratur, der sowohl Ängste, Obsessionen und verschämte Wünsche sowie alltägliche Niederlagen ohne Skrupel, aber mit Mitleid für seine Figuren gestalten kann, so dass sich die Leser darin wiedererkennen. Es gebe kaum eine Situation unter Menschen, die der Erzähler nicht anschaulich machen kann, er sei ein Meister der Zwischentöne und Kenner der Alltagsrede.
Zum zweiten würdigt die Kritik, u. a. Boswell, die schriftstellerischen Fertigkeiten in Verbindung mit einem großen Thema, das sich Updike vorgenommen hat: Das Nachkriegsamerika in seiner geistigen Krise aus der Perspektive eines weißen, männlichen Repräsentanten des Mittelstandes mit seinen typischen Rollenbildern und Vorurteilen. Nach Meinung Oates passen zu dieser Zeit der Verunsicherung die Senioren im Florida-Ruhestand. In der Verbindung von Harry als „Mr. Death“ und als herzkranker „Uncle Sam“ vor der applaudierenden Zuschauermenge in Festtagsstimmung entstehe ein groteskes apokalyptisches Bild des amerikanischen Lebensstils. Für McEwan hat es in der modernen Literatur nie eine so fehlbare, bloßgestellte Figur wie Harry „Rabbit“ Angstrom gegeben. Nicht nur beschreibe die Tetralogie die großen und kleinen Unehrlichkeiten, Selbstbetrügereien, Verteidigungsstrategien und die plumpe Passivität eines modernen Mannes, ebenso zeichne sie über vier Romane und mehr als dreißig Jahre hinweg den langsamen körperlichen und geistigen Verfall nach, den Faulheit, Junk Food und der amerikanische Wohlstand noch beschleunigen.
Oates und McEwan ergänzen, dass Updike nicht nur ein kritischer Chronist des westlichen Lebensgefühls der sechziger bis neunziger Jahre ist, sondern dass er die Szenerie mit autobiographischen Kenntnissen aus der Perspektive eines Winkels aus Pennsylvania betrachtet, mit einem Gefühl des Heimwehs und der Erinnerung an die verlorene Jugend. In all ihren Details, angedeutet oder schonungslos, auf all ihren Feldern – Arbeit, Politik, Ruhestand und vor allem Sex, sei das Metaphysische immer gegenwärtig.

## Auszeichnungen
Der Roman erhielt 1991 den Pulitzer-Preis und 1995 die William-Dean-Howells-Medaille.